# Darnell L. Moore
Darnell L. Moore (nascido em 24 de janeiro de 1976) é um escritor e ativista americano cujo trabalho é informado pelo pensamento e defesa anti-racista, feminista, queer de cor e anticolonial. Os ensaios, comentários sociais, poesias e entrevistas de Darnell apareceram em vários meios de comunicação nacionais e internacionais, incluindo Feminist Wire, revista Ebony, The Huffington Post, The New York Times, e O Advogado.

## Infância e educação
Moore nasceu em Camden, Nova Jersey.
Moore recebeu seu diploma de Bacharel em Ciências Sociais e Comportamentais pela Seton Hall University, um mestrado em Aconselhamento Clínico pela Eastern University e um mestrado em Estudos Teológicos pelo Princeton Theological Seminary.

## Carreira
Moore foi nomeado pelo prefeito Cory Booker como presidente inaugural da Comissão Consultiva de Preocupações LGBT da cidade de Newark, a primeira de seu tipo no estado de Nova Jersey. Ele é o co-presidente, com Beryl Satter, do inovador projeto Queer Newark Oral History - um projeto de arquivo que busca narrar as vidas multifacetadas de LGBTQ Newarkers e seus aliados.
A bolsa de estudos de Moore se concentra amplamente na teologia negra e no pensamento cristão negro que inclui subjetividades queer. Ele publicou ensaios revisados por pares que tentam questionar o pensamento cristão negro em Black Theology: An International Journal, Theology & Sexuality e Pneuma: The Journal of the Society for Pentecostal Studies. Foi membro do colóquio Beyond Apologetics organizado pelos teólogos Joretta Marshall e Duane Bidwell, que reuniu estudiosos/pastores centrados nos temas de identidade sexual, teologia pastoral e prática pastoral. Moore também foi um participante selecionado no Seminário de 2012 sobre Debates sobre Religião e Sexualidade convocado pelo teólogo Mark Jordan na Harvard Divinity School.
Ele é membro do Coletivo Editorial do Feminist Wire e co-autor, com o ex-jogador da NFL Wade Davis, II, de uma coluna bimestral no The Huffington Post Gay Voices focada na masculinidade negra e na política queer intitulada "Tongues Untied." Moore serviu como pesquisador visitante na Yale Divinity School e como pesquisador visitante no Centro para estudo de Gênero e Sexualidade na Universidade de Nova Iorque e atuou como professor na Rutgers University e no The City College of Nova York (CUNY). Moore é membro do conselho do Centro de Estudos Lésbicos e Gays da CUNY e do Centro de Estudos e Práticas de Espiritualidade Indígena de Tobago. Ele entrevistou Frank Mugisha, Steve Harper, Cheryl Clarke (Lambda Literary), Amiri Baraka e o prefeito Cory Booker. Moore faz parte da Audre Lorde Human Rights Speaker Series no The Sexuality, Gender & Human Rights Program na Harvard Kennedy School, CARR Center for Human Rights Policy
O livro de memórias de Moore, No Ashes in the Fire, um “livro de memórias aclamado pela crítica sobre crescer negro e queer em Nova Jersey nos anos 80”, foi lançado em 2018. O livro foi selecionado como Livro Notável do Ano do New York Times e ganhou o Lambda Literary Award por Memória/Biografia Gay.
Moore é agora Diretor de Inclusão de Conteúdo e Marketing da Netflix. Ele apresenta o podcast Being Seen, que se concentra na experiência do homem negro gay e queer.

## Edição
Em 2013 editou o livro Astor Place – Broadway – New York sobre uma barbearia, uma das últimas lojas remanescentes da década de 1940 em Lower Manhattan, com fotografias de Nicolaus Schmidt.
Ele está trabalhando em uma antologia coeditada que examina as interseções e convergências nos momentos contemporâneos de protesto radical da América, uma coleção de ensaios e um livro sobre o pensamento cristão queer negro.

## Citações
- Moore's Center for the Study of Gender and Sexuality talk citada em Carolyn Poljski, Coming Out, Coming Home or Inviting People In? Apoiar o mesmo sexo atraiu mulheres de comunidades de imigrantes e refugiados, 2011.
- O trabalho de Moore sobre "relações complexas entre raça e sexualidade na comunidade negra" citado em Radical Love: An Introduction to Queer Theology, de Patrick S. Cheng, 2011.[27]

## Contribuições teóricas
"Intralocalidade" é uma perspectiva teórica conceituada por Moore. Moore emprega a intralocalidade como uma analítica que estende a teoria da interseccionalidade de Kimberlé Crenshaw. De acordo com Moore, "Pegando emprestado dos sociólogos, o termo 'localização social', que fala amplamente ao contexto de uma pessoa, destaca seu(s) ponto(s) de vista - os espaços sociais onde ele(a) está posicionado (ou seja, raça, classe, gênero, localização geográfica, etc. ) A intralocalidade, então, está preocupada com as localizações sociais que colocam em primeiro plano nosso conhecimento e experiência de nosso mundo e nossas relações com os sistemas e pessoas dentro de nosso mundo. A intralocalidade é um chamado para teorizar o eu em relação ao poder e privilégio, impotência e subjugação. É um trabalho que requer a localização do 'eu' na intersecção. E, embora se possa argumentar que tal trabalho é altamente individualista, afirmo que é no próprio nível de auto-relação-comunidade que a transformação comunal se torna possível."

## Trabalho de solidariedade palestina
- Em janeiro de 2012, Moore visitou Israel e os territórios palestinos como membro da primeira Delegação LGBTQ dos EUA na Palestina, organizada pela estudiosa/ativista Sarah Schulman.
- Moore é membro do Comitê Internacional de Queer BDS e Pinkwashing para o Fórum Social Mundial de 2013.[28][29]

## Vida pessoal
Moore mora em Los Angeles . Ele se identifica como queer.

## Honras e prêmios
- 2012: Conferência Americana sobre Diversidade, Prêmio Humanitário - por sua defesa na cidade de Newark, onde atuou como presidente da Comissão Consultiva de Preocupações LGBTQ sob os auspícios do prefeito Cory A. Booker[31]
- 2012: Rutgers University LGBTQ and Diversity Resource Center, Outstanding Academic Leadership Award – com o Prof. Beryl Satter, por seu trabalho no desenvolvimento do Queer Newark Oral History Project[32][33]
- Primeira bolsa de estudos anual da Diocese Episcopal de Newark Dr. Louie Crew para indivíduos e grupos que trabalham "na interseção da sexualidade e da fé".[34]
- Em junho de 2019, para marcar o 50º aniversário dos motins de Stonewall, iniciando o movimento moderno pelos direitos LGBTQ, Queerty o nomeou um dos Pride50 “indivíduos pioneiros que garantem ativamente que a sociedade continue caminhando em direção à igualdade, aceitação e dignidade para todas as pessoas queer.[22][35]

## Obras e publicações

### Livros
- Schmidt, Nicolaus; Moore, Darnell L.; Walz, Udo (2013).  Moore, ed. Astor Place, Broadway, New York: a universe of hairdressers = Astor Place, Broadway, New York: ein Universum der Friseure (em alemão e inglês). Bielefeld, Germany: Kerber. ISBN 978-3-866-78806-0. OCLC 1016978689
- Moore, Darnell L. (2018). No Ashes in the Fire: Coming of Age Black and Free in America. New York: Nation Books. ISBN 978-1-568-58834-6. OCLC 1035947395

### Artigos
- Moore, Darnell L. (8 de dezembro de 2012). «Premeditated Manslaughter: Notes From a Black Male Suicide Survivor». Gawker
- Atshan, Sa’ed; Moore, Darnell L. (2014). «Reciprocal Solidarity: Where the Black and Palestinian Queer Struggles Meet». Biography. 37 (2): 680–705. doi:10.1353/bio.2014.0033
- Moore, Darnell L. (2 de outubro de 2015). «Don't Pity the Subject Being Smashed, Rage at the Object Doing the Smashing». PEN America
- Moore, Darnell L. (5 de outubro de 2015). «The Disregarded Consequences of Gentrification in This New York City Neighborhood». Mic (em inglês)
- Moore, Darnell L. (23 de outubro de 2015). «Urban Spaces and the Mattering of Black Lives». The Nature of Cities
- Moore, Darnell L. (30 de maio de  2018). «Lost in the Blinding Whiteness of My First Semester of College». Literary Hub
- Moore, Darnell L. (June 25, 2019) "The Gentrification of Queerness". The Nation.